# Elitserien i bandy för damer 1999/2000
Elitserien i bandy för damer 1999/2000 spelades 20 november 1999–26 februari 2000, och vanns av AIK. Säsongen avslutades med att AIK blev svenska mästarinnor efter seger med 5-4 mot Västerstrands AIK i finalmatchen på Studenternas IP i Uppsala den 18 mars år 2000.

## Upplägg
Lag 1-4 gick vidare till slutspel om svenska mästerskapet. 

## Förlopp
Skytteligan vanns av Johanna Karlsson, Tranås BoIS med 40 fullträffar..

## Seriespelet
| Nr | Lag                | S  | V  | O | F  | +/-      | P  |
| -- | ------------------ | -- | -- | - | -- | -------- | -- |
| 1  | AIK                | 14 | 13 | 1 | 0  | 143 - 31 | 27 |
| 2  | Västerstrands AIK  | 14 | 12 | 1 | 1  | 127 - 29 | 25 |
| 3  | Tranås BoIS        | 14 | 7  | 1 | 6  | 90 - 80  | 15 |
| 4  | Edsbyns IF         | 14 | 7  | 1 | 6  | 74 - 7   | 15 |
| 5  | Sandvikens AIK     | 14 | 7  | 0 | 7  | 67 - 59  | 14 |
| 6  | Villa Lidköping BK | 14 | 4  | 1 | 9  | 59 - 83  | 9  |
| 7  | IK Göta            | 14 | 3  | 1 | 10 | 38 - 121 | 7  |
| 8  | Västerås SK        | 14 | 0  | 0 | 14 | 18 - 136 | 0  |

## Seriematcherna
| - 20 november 1999 Västerås SK-Tranås BoIS 1-12 - 21 november 1999 Hammarby IF-Edsbyns IF 6-6 - 27 november 1999 Edsbyn-Västerås 9-3 - 27 november 1999 AIK-Västerstrands AIK 6-5 - 4 december 1999 Hammarby-Sandvikens AIK 0-6 - 4 december 1999 Västerstrand-Tranås 7-4 - 4 december 1999 Villa Lidköping BK-Edsbyn 3-6 - 4 december 1999 Västerås-AIK 0-15 - 5 december 1999 AIK-Sandviken 9-2 - 5 december 1999 Västerstrand-Edsbyn 12-2 - 8 december 1999 Sandviken-Västerås 11-0 - 11 december 1999 Edsbyn-AIK 3-11 - 11 december 1999 Tranås-Sandviken 6-2 - 12 december 1999 Västerås-Västerstrand 1-6 - 12 december 1999 Villa Lidköping-Tranås 4-4 - 14 december 1999 AIK-Hammarby 10-2 - 18 december 1999 Västerstrand-Villa Lidköping 16-2 - 18 december 1999 AIK-Tranås 14-4 - 19 december 1999 Villa Lidköping-Västerås 7-0 - 26 december 1999 Västerstrand-Hammarby 15-0 - 28 december 1999 Sandviken -Edsbyn 6-4 - 2 januari 2000 Hammarby-Västerås 4-2 - 2 januari 2000 Edsbyn-Tranås 4-2 - 8 januari 2000 Västerstrand-AIK 3-3 - 8 januari 2000 Villa Lidköping-Sandviken 2-7 - 8 januari 2000 Tranås-Edsbyn 6-5 - 9 januari 2000 Villa Lidköping-AIK 3-11 - 9 januari 2000 Hammarby-Tranås 2-14 - 9 januari 2000 Västerstrand-Sandviken 7-1 - 9 januari 2000 Västerås-Edsbyn 3-13 | - 15 januari 2000 Sandviken-AIK 1-8 - 15 januari 2000 Edsbyn-Västerstrand 2-9 - 15 januari 2000 Tranås-Västerås 13-2 - 15 januari 2000 Hammarby-Villa Lidköping 3-6 - 16 januari 2000 Sandviken-Västerstrand 3-6 - 16 januari 2000 Västerås-Hammarby 3-9 - 16 januari 2000 AIK-Villa Lidköping 13-3 - 29 januari 2000 Sandviken-Hammarby 0-3 - 29 januari 2000 AIK-Västerås 10-1 - 29 januari 2000 Tranås-Villa Lidköping 7-3 - 30 januari 2000 Villa Lidköping-Västerstrand 1-4 - 30 januari 2000 Edsbyn-Hammarby 8-2 - 5 februari 2000 Sandviken-Villa Lidköping 6-3 - 5 februari 2000 Tranås-Västerstrand 4-11 - 6 februari 2000 Hammarby-AIK 1-13 - 6 februari 2000 Edsbyn-Villa Lidköping 5-2 - 8 februari 2000 Västerås-Sandviken 2-10 - 19 februari 2000 Sandviken-Tranås 8-2 - 19 februari 2000 Västerstrand-Västerås 10-0 - 19 februari 2000 Villa Lidköping-Hammarby 13-1 - 20 februari 2000 AIK-Edsbyn 8-0 - 20 februari 2000 Tranås-Hammarby 9-5 - 26 februari 2000 Hammarby-Västerstrand 0-15 - 26 februari 2000 Edsbyn-Sandviken 7-4 - 26 februari 2000 Tranås-AIK 3-12 - 26 februari 2000 Västerås-Villa Lidköping 0-7 |

## Slutspel om svenska mästerskapet

### Semifinaler
- 4 mars 2000: Edsbyns IF-AIK 2-13
- 4 mars 2000: Tranås BoIS-Västerstrands AIK 1-8
- 11 mars 2000: AIK-Edsbyns IF 10-3 (AIK vidare med 2-0 i matcher)
- 11 mars 2000: Västerstrands AIK-Tranås BoIS 12-4 (Västerstrands AIK vidare med 2-0 i matcher)

### Final
- 18 mars 2000: AIK-Västerstrands AIK 5-4 (Studenternas IP, Uppsala)